# 竜陛下のお妃はお断りしたい!〜竜陛下は10番目の側妃を溺愛中〜
『竜陛下のお妃はお断りしたい！〜竜陛下は10番目の側妃を溺愛中〜』（りゅうへいかのおきさきはおことわりしたい りゅうへいかはじゅうばんめのそくひをできあいちゅう）は、屋月トム伽によるオンライン小説。成人向け小説投稿サイト「ムーンライトノベルズ」にて2021年5月15日より連載中。
櫁屋涼による漫画版が2023年5月26日より『ストーリアダッシュ』（竹書房）にて連載中。「LINEマンガ」では同年4月14日より先行配信されている。

## あらすじ
没落貴族の娘イリスが選んだのは平民としての静かな生活…のはずが、突如舞い込んだ縁談相手は“竜陛下”の第10側妃!?ハーブと小竜と暮らす夢が、まさかの王宮ラブに大転換!。

## 登場キャラクター
イリス・リグレット
没落寸前の伯爵家を継いだ令嬢。平民として静かに暮らすはずが、竜陛下の側妃候補に!? 
竜陛下
ハイベルン王国の若き国王にして竜の血を引く存在。第10側妃に選んだイリスを溺愛中。

## 書誌情報（漫画）
- 屋月トム伽（原作）・櫁屋涼（漫画） 『竜陛下のお妃はお断りしたい！〜竜陛下は10番目の側妃を溺愛中〜』 竹書房〈バンブーコミックス[注 1]→バンブーコミックスBCf[注 2]〉、既刊5巻（2025年8月5日現在）
  1. 2023年9月7日発売[8]、ISBN 978-4-8019-8147-8
  2. 2024年3月7日発売[9]、ISBN 978-4-8019-8268-0
  3. 2024年8月6日発売[10]、ISBN 978-4-8019-8378-6
  4. 2025年2月6日発売[11]、ISBN 978-4-8019-8557-5
  5. 2025年8月5日発売[12]、ISBN 978-4-8019-8717-3